# 鵜戸口英善
鵜戸口 英善（うどぐち てるよし、1916年（大正5年）10月25日 - 1996年（平成8年）2月16日）は、日本の物理学者、東京大学名誉教授。鳥取県出身。

## 人物・来歴
- 1916年（大正5年） - 清蔵の長男として生まれる。
- 1939年（昭和14年） - 東京帝国大学機械工学科を卒業。卒業後は、東京大学講師や助教授を歴任。
- 1953年（昭和28年） - 東京大学教授に就任。同年、東京大学より工学博士を授与される。論文の題は「回転円板の応力と強度に関する研究」[1]。
- 1971年（昭和46年） - 東京大学評議員に就任。
- 1977年（昭和52年） - 東京大学名誉教授に就任。同年、千葉大学教授に就任。
- 1982年（昭和57年） - 高圧ガス保安協会理事に就任。
- 1996年（平成8年）2月16日 - 骨髄不全のため、東京都港区の病院で死去、79歳[2]。
- その他、大学設置審議会委員などを務めた。

## 著書
- 『材料力学』
- 『弾性学』

## 受章・受賞
- 1990年（平成2年）4月 - 勲二等瑞宝章受章。

## 参考
- 交詢社 第69版 『日本紳士録』 1986年

| スタブアイコン | サブスタブ | この項目は、まだ閲覧者の調べものの参照としては役立たない、人物に関連した書きかけの項目です。この項目を加筆・訂正などしてくださる協力者を求めています（P:人物伝/PJ:人物伝）。 |